# Castillo de la Pedra
El Castillo de la Pedra es un edificio medieval que se encuentra situado en la cima del Roc de la Pedra, en el municipio de Pedra y Coma en la comarca del Solsonés.
Actualmente solo quedan unos muros de piedra adosada. Según una reconstrucción de su planta, habría sido un edificio de poco más de 18 m de largo y poco menos de 7 m de ancho y unos muros de unos 80 cm de espesor formado por dos cuerpos, el más septentrional de los cuales ya no queda casi nada. A los lados sur y poniente, por el contrario, todavía quedan dichos restos de los muros construidos con bloques de piedra recortados y sin pulir de unos 20 x 25cm.
La primera referencia documentada del castillo se encuentra en el acta de consagración de la Catedral de Santa María de Urgel que tuvo lugar en el año 962. En esta acta se relacionan todas las parroquias adscritas al Obispado de Urgel y entre ellas se cita la parroquia de illa Petra situada in pago Lordense in locum vocitatum Castro de Petra Fulgenti.
La bandera catalana que ondea por encima de los restos es cambiada anualmente por la gente del pueblo en el marco de los actos organizados con motivo de la Fiesta Mayor (primer fin de semana del mes de octubre).

## La leyenda del castillo de la Pedra

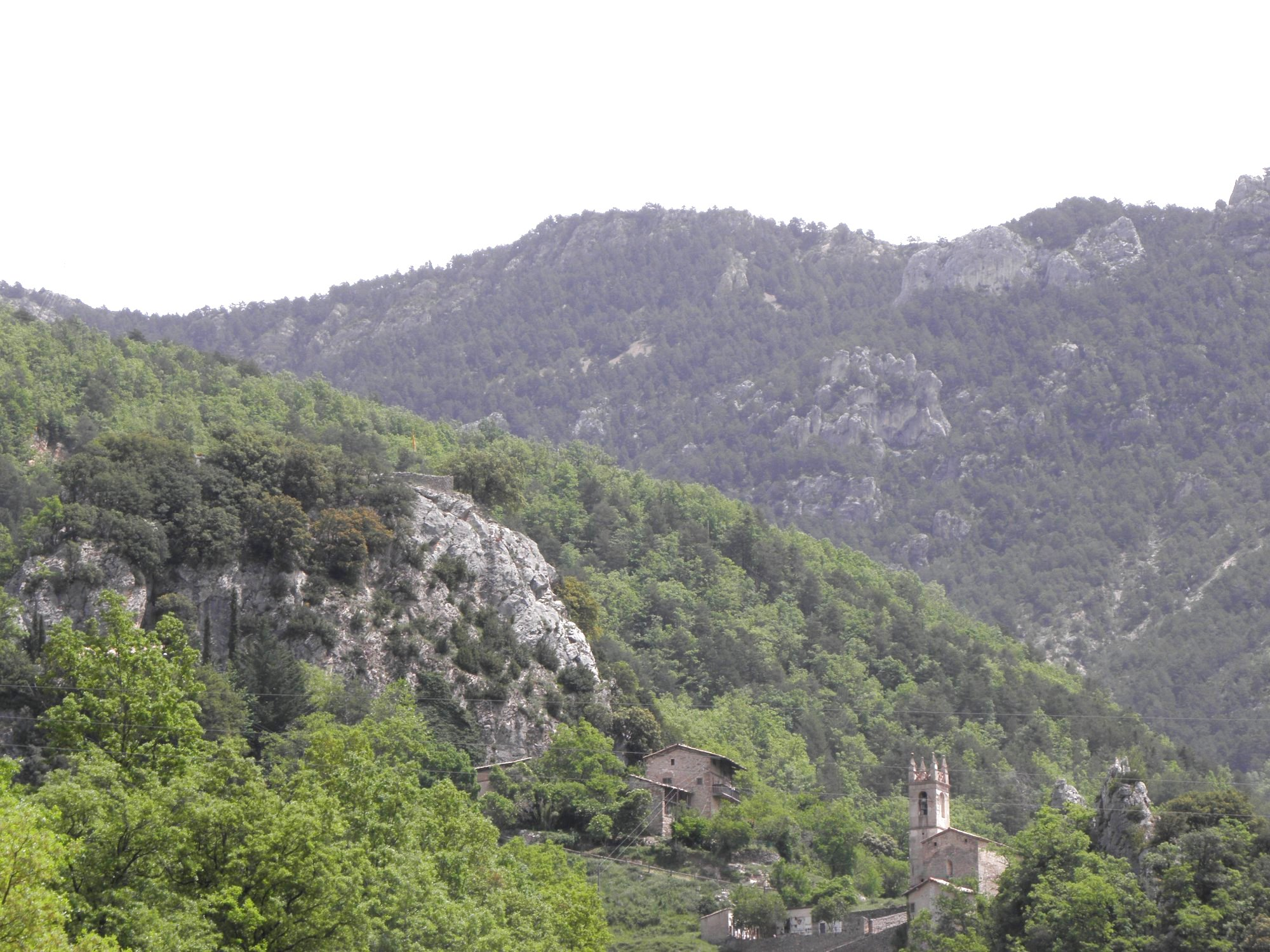
Las ruinas del castillo en la cima del Roc de la Pedra.

Es una leyenda que justifica el estado ruinoso del castillo. Situada cronológicamente antes de que Wifredo el Velloso repoblara la Vall de Lord. Está protagonizada por el señor del castillo, un personaje cruel y violento, que una noche de tormenta, en un ataque de locura provocado por la muerte de su mujer, mata a la hija de ambos. Inmediatamente después de perpetrar el asesinato el demonio, que ha tomado la forma de una monstruosa y gigantesca ave, quiso llevarse al castellano hacia el infierno por lo que, al penetrar por la salida del castillo, lo destrozó dejando solo los restos actuales.